# Logis de la Petitière
Le Logis de la Petitière est un manoir qui se dresse sur le territoire de la commune française du Grais, dans le département de l'Orne, en région Normandie. L'édifice est partiellement inscrit au titre des Monuments historiques.

## Localisation
Le manoir est situé prés d'un étang à 2 km au sud-ouest du bourg du Grais et à 4 km au nord du centre-ville de La Ferté Macé, dans le département français de l'Orne.

## Historique
La place fut plusieurs fois assiégée lors de la guerre de Cent Ans.

## Description
L'ancienne maison forte se présente sous la forme d'un haut logis carré percé de meurtrières et flanqué d'une tour. 

## Protection
La façade est — sur laquelle est édifiée une tourelle — et la toiture correspondante sont inscrites au titre des monuments historiques par arrêté du 24 juin 1975.